# Gamboula (subprefektur)
Gamboula är en subprefektur i Centralafrikanska republiken.   Den ligger i prefekturen Mambéré-Kadéï, i den västra delen av landet, 400 km väster om huvudstaden Bangui.
I omgivningarna runt Gamboula växer huvudsakligen savannskog. Runt Gamboula är det mycket glesbefolkat, med 7 invånare per kvadratkilometer.